# 默兹河畔热尼库尔
默兹河畔热尼库尔（法語：Génicourt-sur-Meuse，法語發音：[ʒenikuʁ syʁ møz]）是法国默兹省的一个市镇，位于该省东北部，默兹河右岸，属于凡尔登区。

## 地理
默兹河畔热尼库尔（49°2'9"N, 5°26'14"E）面积7.99 平方千米，位于法国大東部大區默兹省，该省份为法国西北部内陆省份，北与比利时接壤，西接马恩省和阿登省，南至上马恩省和孚日省，东临默尔特-摩泽尔省。
与默兹河畔热尼库尔接壤的市镇（或旧市镇、城区）包括：默兹河畔昂布利、默兹河畔迪约、莱蒙泰龙、瓦夫尔地区吕、索姆迪约、默兹河畔维莱。
默兹河畔热尼库尔的时区为UTC+01:00、UTC+02:00（夏令时）。

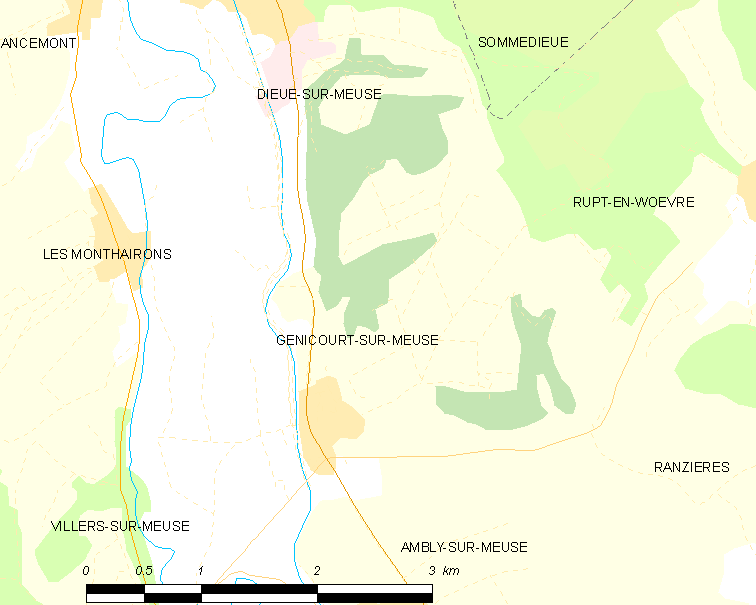
默兹河畔热尼库尔的OSM定位图

## 行政
默兹河畔热尼库尔的邮政编码为55320，INSEE市镇编码为55204。

## 政治
默兹河畔热尼库尔所属的省级选区为默兹河畔迪约县。

## 交通
默兹省省道D21线和D964线在境内交汇。

## 人口

1962-2008年间默兹河畔热尼库尔人口变化图示

默兹河畔热尼库尔于2022年1月1日时的人口数量为293人。